# 山﨑慶一
山﨑 慶一（やまさき けいいち、1957年5月3日 - ）は、岡山県瀬戸内市牛窓町出身の高校野球指導者。

## 経歴
邑久高校、日本体育大学でプレー。
大学卒業後の1984年に倉敷市立工業高校に赴任。軟式野球部の指導にあたり、翌1985年には全国高等学校定時制通信制軟式野球大会の東中国代表に導いている。
1987年に開校した、岡山城東高校に赴任。開校時から野球部の監督に就任し、2期生が3年生になった1990年夏には開校から僅か4年で岡山県大会を制し、第72回全国高等学校野球選手権大会に初出場。1996年春開催の第68回選抜高等学校野球大会に初出場し、ベスト4に進出。その後も1998年夏、2003年春、2004年春にそれぞれ甲子園大会に出場。
その後は岡山学芸館高校野球部監督に就任。就任から9年目となった2015年夏には第97回全国高等学校野球選手権大会への初出場に導く。2018年夏に硬式野球部監督を退き、翌2019年春に発足した女子硬式野球部の監督に就任。
2023年3月をもって岡山学芸館高校の女子硬式野球部監督を退任し、女子野球チームの「瀬戸内ブルーシャインズ」の名誉顧問に就任。また、同年4月1日付で岡山県和気町のスポーツ振興監に就任。
2024年7月19日付で興譲館高校の野球部監督に就任。